# Макенга, Султани
Султани Макенга (фр. и англ. Sultani Makenga, род. 25 декабря 1973, Рутшуру, Северное Киву) — конголезский повстанческий лидер, командующий силами Движения 23 марта.

## Биография
Султани Макенга родился 25 декабря 1973 года в Рутшуру, провинция Северное Киву, Заир (Демократическая Республика Конго). Он этнический тутси.
Он присоединился к Руандийскому патриотическому фронту в 1990 году и принял участие в Гражданской войне в Руанде.

## Движение 23 марта
Султани является одним из основателей М23. Под его руководством M23 провела несколько успешных военных операций против правительственных сил ДР Конго.

### Конфликт в Киву (2012—2013)
В ходе конфликта в Киву в конце 2012 года группировка захватила ряд городов в регионе Северное Киву, включая столицу этой провинции — город Гома.
С 2013 года правительство ДР Конго при поддержке ООН и Африканского Союза, начало контратаку против М23. К середине 2013 года армия ДРК значительно ослабила повстанцев, что привело к их капитуляции. Сам Султани сбежал предположительно в Руанду и скрылся там.

### Конфликт ДР Конго и Руанды (с 2022)
Движение 23 марта принимает непосредственное участие в конфликте ДР Конго и Руанды. Султани Макенга принимает участие в планирование операций, направленных против правительственных сил ДР Конго.

## Санкции
13 ноября 2012 года Султани Макенга был включён в санкционный список ООН. Он совершил серьёзные нарушения международного права, такие как: убийства, сексуальное насилие, похищения и насильственные перемещение людей, а также вербовка детей-солдат и дальнейшее использование их в конфликтах на территория ДР Конго. Сам Султани отрицает последнее.
14 ноября 2012 года США ввели персональные санкции на Султана Макенгу. Правительство США распорядилось изъять любые активы Макенги в США и запретило американцам иметь дело с ним.

## Уголовное преследование в ДР Конго
В августе 2024 года Макенга и двое других лидеров М23 были заочно приговорены к смертной казни в Киншасе конголезским военным судом. 9 марта 2025 года власти ДР Конго назначили награду в размере 5 миллионов долларов за информацию о место положении Султани.